# William Ferguson
William Owen Ferguson (Ballinderry, Condado de Antrim, 1800 - Bogotá, 25 de septiembre de 1828) fue un militar británico que luchó en la guerra de Independencia de Colombia, sirvió como edecán, y murió durante la Conspiración Septembrina.

## Vida
Nació en el Condado de Antrim, Irlanda del Norte. En 1818, su familia tuvo problemas económicos y tras esto, fue reclutado por el ejército británico. Finalmente, fue puesto dentro de la Legión Británica y enviado a América del Sur para luchar junto a Simón Bolívar, el 4 de noviembre de 1818. Según sus compañeros, provo ser un oficial responsable y rápidamente se ganó la confianza de Bolívar, escalando hasta alcanzar el rango de Teniente Primero (2 de septiembre de 1819). El joven vio varias batallas, incluyendo navales. Prestó su servicio en los Llanos del Apure, Luchó 8 meses en el Asedio de Cartagena en 1821, y lideró varios ataques en forma de guerrilla que acabaron con la rendición de Pasto en 1824. Fue en Pasto donde Ferguson fue ascendido a Coronel el 9 de diciembre de 1824 por coraje. Ferguson tenía un diario donde escribía sus pensamientos y actividades en el ejército de Bolívar. El 25 de septiembre de 1828, hubo una conspiración en contra de Simón Bolívar, que tenía como objetivo acabar con la vida del mismo.

## Muerte
Ferguson estaba junto a Bolívar y su esposa Manuelita Sáenz, quien también estaba recluida en el Palacio de San Carlos. Mientras Manuelita estaba distrayendo a los conspiradores, y Bolívar escapaba por una ventana, uno de los perpetradores del complot, un venezolano llamado Pedro Carujo, confundió a Ferguson con el general Bolívar y le disparó en la espalda, hiriéndolo mortalmente. El 28 de Septiembre, se celebró un funeral público, y fue enterrado en una catedral católica (algo inusual en un protestante).